# ベンハム級駆逐艦
ベンハム級駆逐艦（ベンハムきゅうくちくかん、英語: Benham-class destroyers) は、アメリカ海軍の駆逐艦の艦級。1938年から1939年にかけて10隻が就役した。

## 概要

### 船体・兵装・機関
本級の主だった概要は、基本的にはグリッドレイ級やバッグレイ級とほぼ同一である。重武装によるトップヘビーが問題視されるようになっていたものの、主砲の調達問題によりグリッドレイ級およびバッグレイ級と同じ外観や性能、兵装の艦として建造された。したがって、外観上の違いも一見しただけでは分からない。主缶はバッグレイ級と同じくバブコック&ウィルコックス社製であるが、蒸気圧を引き上げた高圧缶を採用し、1基減じて3缶となった。しかし、重量問題は依然として解決せず、全体の排水量は増大した。

### 戦歴・兵装の変遷
第二次世界大戦参戦前から中立パトロールに活躍。大戦参戦時、ベンハムとエレットが太平洋艦隊に、残りが大西洋艦隊にそれぞれ配属されていた。大西洋艦隊に属した艦はアイスランド侵攻、ペデスタル作戦、トーチ作戦、ハスキー作戦などに参加し、ローワンを失った。また、ラングとスタレット、スタック、ウィルソンは空母ワスプ (USS Wasp, CV-7) の護衛役として太平洋戦線に転じた。ベンハムとエレットはドーリットル空襲やミッドウェー海戦、ガダルカナル島の戦いに参戦。第三次ソロモン海戦でベンハムが沈没した。1943年8月6日のベラ湾夜戦にはラングとスタレット、スタックがグリットレイ級のクレイヴン、モーリーとともに日本海軍駆逐艦萩風、嵐、江風の3隻を雷撃で撃沈した。その後はマーシャル諸島、マリアナ、フィリピン、硫黄島および沖縄と転戦した。戦後はエレット、ラング、スタレットの3隻が1947年にスクラップにされ、残りは太平洋での原爆実験に供用された後に海没処分となった。
対空火器の増強やそれに伴う重量軽減策は漸次施工された。ラングとスタレットは1945年に魚雷発射管を全て陸揚げして、代わりに対空火器および対潜兵装の大幅な増強を実施した。

## 同型艦
- ベンハム (USS Benham, DD-397)　※エールウィン級(DD-49)以来二代目

由来の人物は、南北戦争後に東海岸各地の工廠長や灯台検査官を歴任した軍政官アンドリュー・E・K・ベンハム少将。
フェデラル造船所にて1936年9月1日起工、1938年4月16日進水、1939年2月2日就役。1942年11月15日第三次ソロモン海戦にて戦没。
- エレット (USS Ellet, DD-398)

由来の人物は、南北戦争時に将官・将校を務めたエレット家のチャールズ・Jr、アルフレッド、チャールズ・R、ジョン、エドワードの5名。
フェデラル造船所にて1936年12月3日起工、1938年6月11日進水、1939年2月17日就役。1945年10月29日退役後、1947年8月1日売却。
- ラング (USS Lang, DD-399)

由来の人物は、米英戦争時にワスプ号に乗り組み、英艦フロリック号との接舷白兵戦で一番乗りを果たした水兵ジョン・ラング。
フェデラル造船所にて1937年4月5日起工、1938年8月28日進水、1939年3月30日就役。1945年10月16日退役後、1947年10月31日売却。
- メイラント (USS Mayrant, DD-402)　※ポールディング級(DD-31)以来二代目

由来の人物は、独立戦争中にヨーロッパで活動中のジョン・ポール・ジョーンズ提督の補佐官を務めたジョン・メイラント大佐。
ボストン海軍工廠にて1937年4月15日起工、1938年5月14日進水、1939年9月13日就役。1946年7月クロスロード作戦にて標的として使用、1946年8月28日退役後、1948年4月4日海没処分。
- トリップ (USS Trippe, DD-403)　※ポールディング級(DD-33)以来二代目

由来の人物は、第一次バーバリ戦争時に最前線の地中海で歴戦を重ねたエンタープライズ号船長ジョン・トリップ。
ボストン海軍工廠にて1937年4月15日起工、1938年5月14日進水、1939年11月1日就役。1946年7月クロスロード作戦にて標的として使用、1946年8月28日退役後、1948年2月3日海没処分。
- リンド (USS Rhind, DD-404)

由来の人物は、南北戦争中にフィッシャー砦攻撃隊の幹部として、ルイジアナ号の爆装特攻を指揮したアレクサンダー・C・リンド少将。
フィラデルフィア海軍造船所にて1937年9月22日起工、1938年7月28日進水、1939年11月10日就役。1946年7月クロスロード作戦にて標的として使用、1946年8月26日退役後、1948年3月22日海没処分。
- ローワン (USS Rowan, DD-405)　※サンプソン級(DD-64)以来三代目

由来の人物は、南北戦争時にニューアイアンサイズ号艦長を務め、チャールストン封鎖を完遂したスティーブン・C・ローワン中将。
ノーフォーク海軍造船所にて1937年6月25日起工、1938年5月5日進水、1939年9月23日就役。1943年9月11日地中海にて独軍Sボートの雷撃により戦没。
- スタック (USS Stack, DD-406)

由来の人物は、独立戦争中にジョン・ポール・ジョーンズ麾下の海兵将校を務め、英艦との接舷戦を指揮したエドワード・スタック。
ノーフォーク海軍造船所にて1937年6月25日起工、1938年5月5日進水、1939年11月20日就役。1946年7月クロスロード作戦にて標的として使用、1946年8月29日退役後、1948年4月24日標的処分。
- スタレット (USS Sterett, DD-407)　※ポールディング級(DD-27)以来二代目

由来の人物は、第一次バーバリ戦争に参戦し、ポラッカ号との海戦で戦死したエンタープライズ号船長アンドリュー・スターレット。
チャールストン海軍工廠にて1936年12月2日起工、1938年10月27日進水、1939年8月15日就役。1945年11月2日退役後、1947年8月10日売却。
- ウィルソン (USS Wilson, DD-408)

由来の人物は、南北戦争時にカロンドレット号乗組員で、No.10アイランド要塞目前で敵前測量を行い、座礁を防いだ水兵チャールズ・ウィルソン。
ピュージェット・サウンド海軍造船所にて1937年3月22日起工、1939年4月12日進水、1939年7月5日就役。1946年7月クロスロード作戦にて標的として使用、1946年8月29日退役後、1948年3月8日海没処分。